# Københavnskriterierne
Københavnskriterierne er et sæt regler, som definerer hvorvidt et land har mulighed for at blive medlem af Den Europæiske Union. 
Kriterierne, der blev vedtaget på et møde i Det Europæiske Råd med deltagelse af de dengang 15 medlemslande i København i juni 1993, forlanger bl.a., at det pågældende land har institutioner, der sikrer demokratisk regeringsførelse, menneskerettigheder samt beskytter minoriteter, at det baserer sig på retsstatens principper, at det har en velfungerende markedsøkonomi og i øvrigt er i stand til at påtage sig forpligtelserne ved medlemskabet og kan tilslutte sig EU's mål om en politisk, økonomisk og monetær union. Det er en forudsætning for at indlede optagelsesforhandlinger med et kandidatland, at de politiske kriterier allerede opfyldes, mens EU under optagelsesfasen tilbyder assistance til såvel implementering af EU-lovgivning som finansiering af infrastruktur og økonomi.
De fleste af disse krav er blevet udmøntet gennem det seneste årti via lovgivning fra Europarådet, Europa-Kommissionen og Europa-Parlamentet og gennem retspraktis ved EF-Domstolen og Den Europæiske Menneskerettighedsdomstol.